# Llista de vocabulari alguerès
Aquesta llista de vocabulari alguerès recull una mostra significativa de lèxic propi de l'alguerès, el dialecte del català que es parla a la ciutat de l'Alguer, al nord-oest de l'illa de Sardenya.
La tria dels mots llistats s'ha fet a partir de les obres de referència citades a la secció Fonts.

## Entrats en la llengua estàndard
Qualques mots algueresos han entrat al diccionari normatiu (DIEC): 
- Llumí: misto
- Fedal: nat el mateix any, de la mateixa edat
- Botàriga: bottarga al Termcat.

## Compartits amb altres variants del català
- Abraç: abraçada, també emprat
- Abraçament: abraçada, també emprat
- Abraçada: abraçada; braçat, braçada
- Abreviar: abreujar, abreujar
- Aguardar: esperar
- Alè: senyal, ço és momentet, estona molt curta
- Amarar: regar
- Amprar: emprar
- Altària: alçària
- Amuntonar: amuntegar; cf. sar. amuntonare, cas. amontonar
- Apotecaria [buticaria]: farmàcia
- Arena: sorra; cf. sardo i sasserés arena
- Arrabiar(-se): enrabiar(-se)
- Assenat /-ada: assenyat /-ada; cf. ita. assennato
- Banyar: mullar
- Bogamarí: eriçó de mar, garota
- Bordell: brogit; cf. sar. burdellu
- Boriol/juliol: marieta. Juliol també a Vinaròs
- Calça: mitja
- Calcigar: trepitjar; cf. sar. catzigare
- Cinta: cintura, corretja
- Colgar-se: anar-se'n a jeure; cf. sar. si corcare
- Cuita: mató, brossat
- Dar: donar, també emprat
- Davallar: baixar
- Ensalada': enciam(ada)
- Espàrec: espàrrec
- Fadrí: solter
- Esta nit: anit
- Fenoll: fonoll
- Flastomar: renegar; cf. sar. frastimare
- Forment pron."froment": blat; cf. ita. frumento
- Forqueta: forquilla; cf. ita. forchetta, sar. forchitta
- Galfó: golfo; cf. Balears, Ribagorça, Andorra, Alt Pallars
- Gallet: úvula
- Garroner: mal vestit, brut, esp. f. xafardera, doneta poc estimable. cf. balear, tortosí; balear garró
- Gonella: faldilla; cf. ita. gonnella, sar. (g)unedda
- Eixir
- Ensalada: amanida
- Iaio/iaia: avi/àvia; cf. sar. iaiu/iaia, sas. giàiu/giàia
- Llampar: llampegar; cf. sar. lampare
- Menejar: remenar, revoldre, regirar, menejar i remenejar
- Mobília: mobiliari
- Morro: llavi; cf. sar. murru, cas. morro
- Mújol: llissa, llíssera
- Nàixer: néixer
- Pardal: ocell de tota mena; sexe masculí
- Poal: galleda
- Polit: bonic
- Manada: conjunt de coses que s'agafa amb una mà
- Orinella: orenella, oreneta
- Papallola: papallona
- Polp: pop
- Restoll: rostoll
- Retxa: reixa, reixat
- Ronya: tinya; escombraries
- Saorra: llast; cf. ita. zavorra
- Servici: servei
- Síndia: síndria
- Tondir: tondre; cf. sar. tundire
- Torcaboca: tovalló
- Unflar: inflar; cf. sar. unfiare
- Urçol: mussol de l'ull; cf. cas. orzuelo
- Ver: vertader, veritable, cert; cf. sar. beru, ita. vero
- Volta: vegada, usat en les generacions passades; cf. ita volta
- Xupa: jupa; jaqueta

## Arcaismes
Molts arcaismes s'han conservat o reactivat també per influència o calc de l'italià o del sard i els idiomes environants. Jaume Corbera Pou afirma que "l'arcaisme alguerès" és un mite.
- Ajunyir, adjunir o adjunyir: ajuntar, afegir; ajunyir: junyir els bous, les mules; adjunir: acollar l'animal al carro; cf. sar. acciùnghere, ita. aggiungere
- Almanco: almenys; cf. sar. asumancu, sas. alumancu
- Arremendar: sargir; cf. ita. rammendare
- Atristar: entristir; cf. ita rattristare
- Barreta: mena de barretina rodona i llarga, era típic del mariner barceloní i del pastor sard Dic. Alg.; gorra o bonet de dormir: estrenyecaps, serrracaps
- Bastiment: vaixell
- Boneto: bonet, it. berretta
- Bòria: boira
- Calces curtes: mitjons; cf. ita. calze corte
- Calcina: calç
- Camba: cama; cf. sar. camba
- Campanya: cf. ita. e sar. campagna
- Campar: estar, viure en un lloc; cf. gal·lurès campà
- Caparra: caparro, paga i senyal; cf. ita. caparra
- Cardenera: cadernera; metàtesi
- Cercapou: cercapous, cercapoals
- Comorar: estar(-se), viure en un lloc
- Companyó: company, amic
- Condir: amanir, condimentar
- Consignar/consenyar: lliurar, fer a mans designar. it. consegnare
- Consiguella: pessigolla, cosseguella
- Costera: costa, litoral, riba de mar
- Costumar: acostumar, que apareix també en els textos algueresos antics
- Custoir: custodiar; cf. sar costoire
- Debaix: davall, sota
- Demana: demanda, qüestió, pregunta cast.; demanda, sol·licitud
- Desset / denou: disset / dinou; però divuit
- Dit menovell: dit xic
- Dividir: compartir
- Dolent: adolorit, dolgut, afligit de dolor moral, de pena o sentiment greu
- Donques: doncs, que també s'hi empra; cf. sar. duncas
- Dotor: doctor ([dutó], a la resta del domini lingüístic és considerat vulgarisme, enfront de la forma culta)
- Emprestar: prestar, deixar
- Endemés: a més, demés
- Enlluminar: enllumenar, il·luminar
- Entendre: sentir/oir o també sentir, per ex. una dolor; cf. cat. del s. XVI[1] i sar. intèndere
- Entendiment: enteniment
- Escur: obscur; cf. sar. iscuru e sas. ischuru
- Espada: espasa; cf. sar. ispada
- Espiconar: desarrelar
- Espolsador: raspall, espalmador
- Estival: bota; cf. ita. stivale
- Exeguir: executar
- 'Fer en manera (que)': fer per manera [o fer per maneres] que
- Fontana: font; cf. sar. funtana
- Gesmí: gessamí, llessamí
- Gitar: llançar; cf. gal. ghjittà
- Gotzema: barballó, espígol
- (la) Hereu: pubilla
- Hortalíssia: hortalissa), potser iglésia [igrézia] (església)
- Lite: litigi, plet; cf. ita. lite
- Llarg: ampli; cf. ita. largo, sar. largu
- Lletra: lletra DIEC, DCVB>,carta = castellanisme; cf. ita. lettera
- Llong: llarg; cf. sar. longu
- Llongària: llargària
- (la) llor / (l') allor: llorer; cf. ita. alloro
- Llumera: llum; cf. cas. lumbrera
- Marina: platja
- Maití: matí, d'hora, prest
- Maitines: matines. Nit de Maitines: la nit de Nadal. cf. eiv. sa nit de Matines
- Manducar: menjar
- Marra: ungla (de l'àncora)
- Marturiar: martiritzar; cf. ita. martoriare
- Mastullar: mastegar, ruminar
- Matalaf: matalàs
- Matzem: magatzem
- Mediant: mitjançant; cf. ita, sar. i cas. mediante
- Menuts: xavalla, monedes menudes
- Mont: muntanya; cf. sar. monte
- Modo: mode, manera. Llatinisme suplantat en la llengua estàndard moderna
- Mos: mossegada; cf. sar. mossu
- Naril: nariu; en alguerès és masculí com en sard su nare
- Ningun: cap; (possible castellanisme), nu (nus; cf. sar. nuu)
- Onda: ona; cf. ita. i sar. onda
- Oltra/oltres (que): ultra; cf. ita. oltre che
- Orde: ordre, orde
- Orfen/òrfena: orfe/òrfena
- Orri: graner; cf. sar. òrriu, cas. hórreo
- Papagall: papagai; cf. ita. pappagallo
- Parestatge: prestatge
- Pasqua de flors: Pasqua de Pentecosta; cf. sar. Pasca de frores
- Paviment: terra, sòl; cf. ita. pavimento
- Perhom: per persona, per cada un; cf. sar. per òmine
- Plaga: nafra, úlcera, plaga o llaga
- Porcellana: verdolaga
- Prest: aviat, prompte, enjorn; cf. ita. presto
- Primer (de/que): abans (que/de; cf. ita. prima di)
- Prompt /-a [pl. prompts -es]: prompte -a, preparat -ada; cf. ita. pronto
- Quarter: barri; cf. ita. quartiere
- Quiscú/quiascú: cada u, també emprat; cf. ita. ciascuno
- Remedi: remei; cf. sar. remèdiu
- Reseixir': reeixir
- Ris: arròs; cf. ita. riso, sar. logudorès risu, però campidanès arrosu
- Ronya: escombraries, escombralls
- Ruga: arruga; cf. ita. ruga
- Salvo /-a: prep./conj. salv, salvo DIEC, salvat -ada; cf. ita. salvo); salvo de: llevat/tret de
- Serpent m. (serp f.)
- Símil: semblant; cf. ita. simile
- Sol: sols, solament; cf. sar. solu, ita. i cas. solo
- Solaments: solament, sols
- Sòlit: acostumat; cf. ita solito i també cas., poc freqüent, sólito
- Sovent: sovint; cf. ita. sovente
- Subir: sofrir; sotmetre's a una cosa molesta o laboriosa; cf. ita. subire
- Téndre, mantendre: tenir/tindre, mantenir, però tenir cap, recordar, i tenir a ment, parar ment, prestar atenció, sardisme o italianisme
- Tirícia: icterícia, aliacrà, fel sobreeixit
- Trere: treure
- Tros: estella
- Ximinera: xemeneia, llar (de foc), escalfapanxes; cf. sar. giminera

## Creacions o usos propis
- Acaure: escaure's
- A cent anys!: hom respon: en vida tua! o i tu a contar/comptar-los!) o lo dia de avui (sic) lo pugueu conèixer per molts anys!: felicitació dita en les festes grosses, com Pasqua, Nadal, el cap d'any i sobretot aniversari: que visquis cent anys, per molts (d') anys!, molts d'anys i bons![a]
- Acollir: collir, de terra
- Afamegat: afamat, famejant
- Afinestrar-se: abocar-se a la finestra, mirar per la finestra
- Aigua-santera: pica d'aigua beneïda a l'església
- Ajàpido -a: de gust dolent, parlant del menjar
- Allascar: allunyar
- Altro: altre; cf. ita. altro
- Ambarar: aturar
- A mos veure: a reveure, a més veure Val.
- Ampla: allargament d'un riu; petita aigua corrent si bé lenta
- Àmpriu: ampriu/empriu
- Aniu: m. o f. poltre, pollí
- Apeixar: pasturar el bestiar a pastura d'altri
- Apresar: prear, preuar
- (ar)raonar: enraonar
- Arremonir: endreçar, mudar
- Arreu: molt adv.
- Atuar: mirar fixament, atentament, amb interès; defensar; fer en manera que no passi de mal; atendre, prendre cura
- Avant-d'ahir: abans-d'ahir, despús-ahir
- Avisar: cridar algú
- Avisar-se: dir-se, que també s'hi empra
- Balija: maleta, valisa; cf. ita. valigia, sar. baliza; cas. valija
- Bandirar: fer el bandit; viure fora de casa, del país, per accions contra la llei, la justícia
- Banyerola: banyera
- Barrino: rosec, idea insistent
- Barrotx: carro, carrossa
- Bastonaga: pastenaga
- Berenada: també berena; berenar
- Bisaio/besaio /-a: besavi /-àvia), bísol (pèsol)
- Blanqueria: nuviatge
- Bonaüra: bona sort
- Botar: vomitar, boçar Val.
- Brinyol: bunyol
- Bròcul: bròquil
- Bruscalla: serradura, encenalls
- Calceta: mitjó
- Calçó: pantaló, calces
- Capotí: mena de capot petit o jac, vestit tradicional antic
- Carrar: carrejar, carretejar, transportar, traginar amb carro; ribagorçà carriar, reducció de carreiar, variant fonètica de carrejar
- Carrosser: cotxer
- Cascavell/cascavel·la: preocupació, idea fixa
- Català: panerola negra
- Cingla(da)/cingladura: marca, vermellura, o cop blau, produït a la pell per una cinglada
- Comanament: manament, comandament, comanda
- Comanar: comandar, tenir autoritat; guiar
- Cosidor: sastre
- Cotsa: musclo
- Debaix: celler; pla de terra, baixos d'una casa
- Dellibrar: alliberar
- Descallar-se: fondre's
- Desfornutat: infortunat
- Diada: durada d'un dia
- Dire o diure: dir
- Drins: (a) dins. També: dintre [adrin'ta] o [arrin'ta])
- Eixugamà: eixugamans, tovallola
- Embufar: inflar bufant
- Empromesa: prometença, exvot
- Emprometir: prometre
- Emportar: importar
- Encurçar: escurçar, acurtar
- En fet: de fet; en efecte
- Esbandirar: viure perseguit per la justícia, fora de casa, amagat; viure desordenadament, fora de casa
- Escorja / (d)escorjar: escorça, closca o clovella i escorçar/escorxar
- Esmocar: mocar, treure els mocs
- Esmorzada: esmorzar
- Espaguets: espaguetis
- Esquerr: esquerre, esquer
- Espligar: explicar, també emprat però forma en desús; cf. ita spiegare
- Estel·la: estel, estela. També usen el cast. Estrella
- Estroniar: esternudar
- Faixa: bolquers
- Fores de: llevat de
- Forrellat: forat del pany
- Fos: fes, tall, forat
- Fredolenc /-a: bal. fredolec, fredolic -a
- Grafí: dofí, galfí; cfr. ita. meridional graffinu
- Gransadora: gronxador, agronsador(a)
- Iscla: terreny humit vora un riu
- Jardí: terreny d'arbres fruiters, esp. de cítrics, a l'entorn d'una casa de camp
- Jócula: Cloïssa fina (Tapes decussatus)
- Llimanto/llimàntol: llamàntol
- Malandra: taca d'oli, de greix, en un teixit o full de paper
- Maç de flors: pomell, ram de flors, it. mazzo di fiori
- Marina: mar (encalmada); mar es manté en locucions i quan és tempestuosa
- Mare de la mongeta: llimac, mare de caragol
- Mensil: mesada
- Massa: molt
- Meravillejar-se: meravellar-se, estranyar-se
- Messar: segar
- Mestre de paleta: paleta, mestre de cases
- Minyonet: nen, nin
- Nau: branca, tanyada d'un arbre
- Negrefum': sutge
- Netesa: netedat
- Ninar: bressolar
- Nitada: durada d'una nit, nit
- Nuvialles: noces, nuviança
- Núviu: nuvi
- Ofici: despatx, oficina, bufet; cf. sar. ufìtziu, ita. ufficio
- 'oli sant: extremunció
- Papariu: rosella
- Pardalar: no parar quieta una persona, anar d'un lloc a l'altre
- Peada: cop de peu, guitza
- Pebre: pebrot
- Pebre morisc(o): pebre coent/picant, pebrina, vitxo
- Pessic: molls, tenalles
- Peüta: petjada
- Pipinera: pollada, pollam; mainada, xicalla; menudalla
- Poal de la ronya: paperera
- Polpot: tou/panxell/palpís de la cama
- Porreta: estrena, cast. propina
- Portó: porta gran; porta d'entrada d'un palau, d'una església
- Pregadoria: pregària
- Queixal del judici: queixal del seny
- Rabent: roent
- Refredor: refredat
- Regitar: gitar
- Rempel·lar: rebel·lar-se
- Resto: resta; cf. cas. i ita. resto, sar. restu
- Roba': cosa. Probable italianisme
- Rodo: rotllana
- Saltaflors: carretó lleuger
- Saludaré: puput, seguresa (seguretat)
- Sendedemà/endedemà: endemà, sendemà
- Simó rimbau: gamarús
- Sòmiu: somni
- Sonaiolo: cascavell, esquella, campaneta, sonall
- Sor: suor
- Tardada: durada d'una tarda, tarda
- Tàcola: gralla
- Tenir cap: recordar
- Timir: témer; cf. sas. timmì, sar. tìmere
- Tovallol: tovalló; cf. ita. tovagliolo
- Treball: taller
- Triure: batre
- Truncar: trencar; cf. sar. truncare
- Tretxe: tallerol capnegre
- Txafareig: safareig, bassa
- Txatxarar: xerrar; cf. ita. chiacchierare, cas. chacharear
- Txitxí: sexe masculí
- Txitxina: sexe femení
- Valgia: falcia, mall. valzia, "delichon urbica"
- Vasia: gibrell, aiguamans
- Vespre: vespra, vigília
- Viüd: viudo
- Xarlot: becut
- Xamberga: cosa insignificant, de cap valor, de poca importància
- Xonca: mussol banyut
- Xotxorombel·la/txutxurumbel·la: tombarella, capgirell, capitomba, capbussó o figuereta

### Relacionats amb l'agricultura
Noms de la terra:
- Bardissa: part extrema d'una vinya sembrada de llegum i cereals o plantada d'arbres fruiters
- Llaurera: camp de blat i altres cereals; sembrat
- Taular: bancal, taulat
- Vinya o vinyeta: terreny plantat d'arbres fruiters; camp de blat o cereals

Noms del cep, les plantes d'horta i altres:
- Cara de faves: favera
- Mare de card: base o tija principal de la planta del card

Noms de la indústria i l'aprofitament agrícoles:
- Bigaró: biga llarga i estreta per apuntalar parres
- Braç: branca d'arbre o de cep
- Forcàs: estaló, esp. per sostenir o apuntalar branques d'arbres fruiters
- Plantó: plançó; cf. cas. plantón
- Paleta: rastell, extrem de l'agullada

### Unitats monetàries
- Un sou: 10 cèntims
- Dividiners: 15 cent
- Un rial: 50 cèntims
- Un me-rial: 25 cèntims (mig rial).

## Canvis semàntics
Alguns d'aquests canvis es deuen a calcs del sard o de l'italià que coincideixen amb mots catalans, altres són vocables que tenen un significat diferent de l'habitual en la resta de la llengua:
- Allargar: eixamplar; del sard illargare o de l'italià allargare
- Amarar: regar
- Assajar: tastar; de l'italià assaggiare
- Assetiar: endreçar; adobar, arranjar, apariar
- Banya: salsa generalment de tomàquets, per a condimentar la pasta; del sard bagna
- Barallar: renyar
- Barra: galta; barra, queix
- Barrar: parlar o cridar fort
- Bassa: comuna, claveguera
- Bordell: soroll; del sard burdellu
- Cridar/(a)quirdar: també vol dir dir(-se)
- Català: mena d'escarabat
- Dolent: adolorit, dolgut, afligit de dolor moral, de pena o sentiment greu
- Eixancar/eixancat: tort, ranc, coix; de l'italià sciancato
- Eixucar: rentar lleugerament; passar ràpidament una cosa en aigua; donar l'última rentada (esbandir)
- S'emborrossar: embossar/embussar
- Enfadar: preocupar, destobar; del sard infadare
- (es)bandir: bandejar, enviar una persona fora del propi país per haver comès delictes
- Esborrar: degotar, ejacular
- Escopina: saliva
- Escopinada: escopida, escopina
- Espantar: meravellar; del sard ispantare
- Esvelt: ràpid
- Ferm: quiet
- Forrellat: forat del pany
- Franc: lira. moneda; del sard francu
- Gotera: gota
- Llantió: fanal del carrer
- Llenya: fusta; de l'italià legna
- Massa: molt
- Minestra: pasta alimentosa, per ex. raviols farcits de recuita ‘mató'
- Mongeta: caragol
- Muntar: pujar
- Neu: granís; piga
- Nadal: desembre; del sard nadale; Nadal a L'Alguer té també el seu significat habitual en català
- Pallós: vanitós; cf. sard pageri/pazeri, de pàgia/paza, palla
- Pardal: ocell de tota mena
- Passió: pena, llàstima
- Reflectir: reflexionar, cf. rossellonès
- Salt: terreny obert; del sard saltu
- Sombra: fantasma
- Sumar: alçar, sollevar, pujar
- Tassa: got; del sard tassa
- Torta: pastís
- Vermell: pèlroig
- Xapar: cavar
- Xisto: sobrenom, malnom

## Manlleus

### Del sard
Aquesta llista inclou manlleus o calcs del sard. Quan no és indicat d'altra manera, el terme sard del qual deriven és igual (o poc se'n falta). Escrivim amb DD els mots d'origen sard que en aquesta llengua tenen una doble D, perquè una sola D intervocàlica es pronuncia [r] en alguerès: boddinar ([budi'na], “ploviscar?”), porqueddu ([pul'kedu], “porquet”).
- Afores o a fores: fora, al camp; de a foras
- Agelto: verat o la cavalla [genovés lagerto]
- Alboni: camp
- Aliderru: aladern de fulla estreta
- Àndel: aglà
- Anjoni: anyell/xai; de anzone/angioni
- Arbre/planta de: com en arbre de pera, perera, o planta de pomata, tomatera; calc del sard àrvure/mata de…
- Assuconar: espantar
- Atatar: atipar, assaciar; de athathare/asatzare
- Atunju: tardor; de atonzu/atongiu
- Babai i mamai: fam., oncle i tia
- Babarrotu: papu
- Barracoc: albercoc, alguerès antic bercoc; de barracocu
- Bas/basar: bes/besar; de basu/basare
- Becu: mascle de les ovelles
- Boddina: plugim, brusquina
- Boinarju: bover
- Brujar: cremar, abrusar; de abrujare
- Bucó de farranca: bernat ermità
- Bul·loni: font, bulxu (“canell”, < logoudorien bulzu)
- Caminera: camí ramader
- Canistret: cofa, canterju (“pòmul”, < log. canterzu)
- Cariasa: cirera
- Càriga: figa seca, cascu (“badall”, < log. cascu)
- Cavidani: setembre, que també s'hi diu; de cabudanni/cabidanne
- Coddu: espatlla
- Corru: banya, corn
- Crabioni: figa verda
- Crabu (de coll verd): ànec de coll verd
- Eba: egua; de ebba
- Éligue: alzina'
- Entitirigar (s'): glaçar-se de fred
- Encapitar: escaure, succeir, trobar; del sard o de l'italià capitare
- Enguiriar: circumdar, envoltar, voltar; enganyar, dir coses falses
- Escurigar: enfosquir; de iscurigare
- Escutinar: sacsejar
- Esquirriar: relliscar, esterju (“recipient de cuina, pot”, < log. isterzu)
- Estrac: cansat; de istracu
- Farranca: arpa
- Fedal: de la mateixa edat, coetani; de fedale
- Filferro: mena d'aiguardent, del sard filuferru
- Fioto: ramat
- Forment d'Índia: blat de moro; calc del sard trigu Índia
- Fufuruges: engrunes
- I ello: i doncs
- Ih!: interjecció que denota manca de sorpresa; assentiment; penediment; el mateix en sard
- Ísula: illa
- Ju: jou, parell de bous; de juo
- Lentori: rosada, rou
- Lèpa: ganivet, que se usava fins als primers del 1900
- Linguir: llepar; de lìnghere
- Llestr: llest, ràpid; de lestru
- Llumí: misto; llumì ara es diu també a tota Catalunya; de alluminu
- Madrigadu [madrigaru]: bestiam que ha parit
- Marró: aixada de fulla ampla i curta; de marrone
- Masoni: ramat
- Mataresu: “entremaliat”, < log. mattaresu
- Mentovar: esmentar, mencionar
- Mesa: taula, que també s'hi empra com tabla, com en sard
- Mestre de... (com en mestre de llenya per fuster; calc del sard maistu de…)
- 'metanju: dolent
- Molendo/murendu i també burricu: ase; de molente i burricu
- Montillu: turó
- Mudeiu: estepa negra
- Mulioni: remolí
- Nadal: desembre
- Ninar: bressar; de ninnare
- Nuedu: brau, bou jove
- Olieddu: olivó
- Paló: aspre, pebre moriscu (“pebre coent”, < log. pipere moriscu)
- Per cosa/percò: [pekoza], [perkò], [pekò]. Per què
- Pessic d'estendre: agulla d'estendre; de pìtzighe
- Piada: cop de peu, guitza
- Pipiolo: flabiol
- Poiu: bassa
- Prunitxa: aranyó
- Qualsessia: qualsevol/qualsevulga/qualsevulla, també emprat a l'Alguer; de calesisiat
- Quercu: roure martinenc
- Quessa: llentiscle
- Queva: terròs
- Raguina: rel; de raighina
- Rampó: carràs o penjoll de fruita
- Rasor: ganivet, cat. antic i dial. rasor; de resorja
- Ru: esbarzer
- Rúvula: roure pènol
- Santandria: novembre
- Santuaïni: octubre
- Siddadu [sidáru]: tresor, que és també emprat
- Síndic: alcalde; de síndigu
- Sogronju / sogronja: “consogre”, < log. sogronzu
- Sua: truja; de sue
- Suerar: suar; de suerare
- Suerju: surera
- Tanca o Tanqueta: terreny clos, de conreu o de pastura, de propietat privada
- Tenir a ment: parar ment, prestar atenció; de tènnere a mente o del ita. tenere a mente
- Ten-te a compte! / teniu-vos a compte!: porteu-vos-hi bé, passin/passen-ho bé!; de tenedi contu / tenide-bos contu
- Tiligugu: bívia (Chalcides ocellatus)
- Tita: mamella, topu (ranc, rancallós, < log. toppu)
- Torna: novament, de bell nou
- Tots los Sants: Tots Sants; de Totu sos Santos
- Tragonaia: xaragall
- Traïnu: torrent
- Tramarittu: tamariu
- Trau: brau
- Triular: batre
- Xicolate: xocolate o xocolata; de tziculate

#### Genèrics
Manlleus de mots que són comuns als tres dialectes sards (logudorès, campidanès i sasserès):
- Abatir: abatre
- Abijar-se: adonar-se; sar. s'abizare, sas. abizzassi
- Abbau!: massa
- Aió!: anem!; sar. i sas. ajò
- Ajàpido: fat, fada: sense sal; sense sabor; persona estúpida; sar. isàpidu, sas. isgiàpidu
- Anca: jambe
- Apetxigós /-a: apegalós, ap(l)egadís: contagiós /-a; sar. apitzigosu, sas. apizzigosu, cf. ita. appiccicoso, cas. pegajoso
- Arquilis: cames de darrere dels cavall
- Atitadores: ploradores
- A avís meu [abísu meu]: a parer meu; sar. i sas. abisumeu/a bisu meu
- Babu: papa; sar. i sas. babbu
- Bértula: alforja
- Braja: brasa; sar. braja, sas. brasgia
- Budroni: carràs, raïm, gotim o penjoll de raïm
- Calqui: algun; sar. calchi, sas. caschi; també calqui u, algú; sar. calchidunu, sas. caschidunu, ita. qualcuno
- Campsant: cementiri; sar. i sas. campusantu
- Cascar: badallar; sar. cascare, sas. caschà
- Casco: badall; sas caschu, sar. cascu/càschidu
- Cucumiau: caveca
- Escudir: picar/pegar; sar. iscùdere, sas. ischudì
- Finsamenta: fins; sar. fintzamenta, sass. finzamenta
- Ma!: vocatiu de mare; igual en sard, sasserès i italià
- Maco /-a: boig/boja; sar. i sas. macu
- Mandró /-na: mandrós /-a; sar. mandrone, sas. mandroni
- Mandronia: mandra, peresa; sar. i sas. mandronia
- Matxoni: guineu; gal. maccioni, sar. i sas. matzoni
- Mi: mira! per a amenaçar, atreure l'atenció o emfasitzar; el mateix en sard i sasserès
- Mulioni: remolí
- Per plaier: per favor, si us plau; calc del sard pro praghere, del sasserès pa piazeri o de l'italià per piacere; també fer un plaier a algú, fer un favor, un servei; fàghere unu praghere, fà un piazeri, fare un piacere respectivament
- Posar ment: prestar atenció, fer cas; calc del sard pònnere (in) mente o del sas. punì menti
- Pumata: tomata, tomàquet; sard logudorès pumata, sasserès pummatta, però nuorès i central tamata
- Tiquirriar: cridar, també s'hi diu aquidrar; sar. tichirriare/tzichirriai, sas, tzikirrià
- Tiringoni: dragó; sar. tilingone/tzilingioni, sas. tiringoni
- Trilibiqui [triri'bik]: llagost; sar. tilipirche/tzilipirche, sas. tiribriccu
- Tritxi-tritxi: mullat, mès amprat banyat; de tricia-tricia
- Txiu/txia: oncle/tia, introduint un nom com a tractament, es pronuncia[txu, txa] ; sar.tiu/tia o tziu/tzia, sas. tziu/tzia
- Unjar: aquissar (els gossos)
- Vas: gerro de flors; gerro d'aigua; de sar. i sas. vasu o de l'italià vaso
- Vistimenta: vestit, vestimenta; sar. (b)estimenta, sas. vesthimenta, cf. cas. vestimenta
- Quercu: roure blanc; sas. kerchu, sar. chercu

#### Del logudorès
El dialecte de provinença major dels sardismes, per raons de proximitat, és el logudorès. D'aquest venen també: 
- Abilastru: fr. buse variable
- Aburrar: mullar
- Ambisua: sangonera
- Arguentolu: gorja
- Arjola: era del batre, camp de cultiu
- Bulxoni: cop de puny, punyada
- Cariasa: cirera, terme que també s'hi usa(va)
- Corroga: cornella
- Dona de muru: mostela
- Escutinar: sacsejar
- Formígola  pron. "frumígula": formiga
- Frailarju/fraliarju: paleta
- Jua: crinera
- Latturigu: fr. herbe à verrues

#### Del sasserès
- Abulot: avalot; sas. aburotu, sar. avolotu
- Acorrir: acórrer; sas. acurrì
- Aridoni: arbocer
- Bratzitu: manco, manxol
- Caldaru: calder
- Carraixali: carnaval; sas. i gal. carrasciali, mentre sar. carrasegare
- Cutxu: ca, gos, cotxo en ribagorçà; sas. cucciucciu
- Mamatita: teta, dida, nodrissa
- Pivirinu: piga

Entre els calcs tenim casos on s'ha adaptat la forma dels mots catalans a la forma i al sentit de les paraules sardes, com en floc (de neu) transformat en alguerès en floca (neu) i el verb flocar (nevar), creat a partir del logudorés frocare o del sasserès fiuccà.

### D'altres parlars itàlics
Manlleus del genovès (lígur):
- Ajajo: arjau: barra del timó
- Ajerto: it. ‘sgombro'
- Camalar: portar sacs al coll
- Gusso: gussi
- Massacà: mena de pedra emprada en la construcció de les cases fins a la segona guerra mundial
- Saorra: it. ‘zavorra delle barche'
- Xunco: butzel·lo per a alçar l'antena de les barques de vela llatina.

Manlleus del napolità:
- Assai: força; molt; gaire; quant. Podria venir de l'italià assai, o d'assats o assau en català antic (cf. a espai/a espau), (assatz en occità, assez en francès, asaz en castellà… venen de l'expressió llatina 'ad satis', prou, suficientment cf. a sacietat).

Sembla manllevada al francès la paraula poma de terra: patata; de pomme de terre, en sard és també patata o pataca.

### De l'italià
Quan no és indicat d'altra manera, el mot en italià és el mateix.
| Índex A B C D E F G H I J K L M N O P Q R S T U V W X Y Z |

#### A
- A bastança: prou, a bastament, bastant (cast. en aquest significat); a bastament, alg. assai; de abbastanza
- Abete: avet
- Abondança: abundança (o arcaïsme?)
- Abrancar: agafar fort
- Abrivo
- Abrutir: embrutar, abrutar: envilir; de abbruttire
- Adaptament: adaptació
- Aganxar: agafar, atrapar; de agganciare
- Alhora: aleshores; de allora
- Allongar: estirar, allargar; arcaïsme o de allungare, cf, sar. ilongare
- Allotjo: allotjament; de alloggio
- Ansis: ans (al contrari); de anzi
- Aparir: aparèixer; probable calc de l'italià apparire, cat. ant. aparer
- Àquil·la: àguila
- Ària: aire; de aria
- Assai: força; molt; gaire; quant
- Atraç: eina, material; de attrezzo
- Atraçadura: ferramenta, einam, equipament; de attrezzatura
- Auguris: felicitacions; d'auguri
- Autista: automobilista, xofer, conductor
- Avançar: sobrar; de l'italià avanzare
- Avanços: sobralles o sobrances del menjar; de avanzi

#### B
- Babbo: papa, pare
- Balestra: ballesta
- Bambinel·lo: Jesuset
- Bando: ban, avís fet a la població; sentència que condemna una persona a viure for de la nació; lleuger abocament d'un costat d'una embarcació
- Batent: picaporta, de battente
- Becamorti: enterramorts, fosser, fossaire
- Biada: civada
- Bigota: beata, missaire; de bigotto /-a
- Botàriga: bottarga. Entrat al Termcat
- Botilló: botella o ampolla grossa, it. bottigliona
- Brigantí
- Busta: envolop/envelop o sobre cast. (de cartes)
- Butiro

#### C
- Cada tant: de tant en tant; calc de ogni tanto o del sard donzi tantu
- Campanyol(o): pagès, de campagnolo
- Campanil: campanar
- Cànapa: cànem
- Canotiera
- Cantina: celler
- Car/cara: estimat/estimada, que també s'hi diu; de caro/cara o del sard caru/cara
- Cartolina (il·lustrada): carta postal; de cartolina
- Catsoto
- Catxar: caçar: despatxar, fer fora, foragitar
- Caval·ló: cavalló
- Còdice: codi
- Collana: collar, de collana
- Comodino
- Comparir: comparèixer; probable calc de l'italià comparire, cat. ant. comparer
- Cosseto
- Credensa

#### D
- Debàtit: debat
- Desplaer: tristesa; de dispiacere o del sard dispraghere
- Desplagut: descontent; de dispiaciuto
- Destar: desvetllar, suscitar; de destare
- Dispensa
- Disseny: dibuix, de disegno
- Diventar: esdevenir; de diventare
- Dotxa: dutxa. manlleu directe
- Dúbio: dubte

#### E
- Eco: vet aquí, veu's aquí, heus aquí
- Édera: heura, hedra
- Empenyar(-se): empenyorar(-se); aplicar-se a, treballar a; engatjar(-se); de impegnarsi
- Empenyo/impenyo: empenyorament; tasca; engatjament; de impegno
- Entopar: trobar-se amb
- Eqüilíbrio: equilibri
- Scolàstic: escolar
- Escopo: objectiu, fi
- Esparir: desaparèixer; de sparire
- Endiriç: adreça; de indirizzo
- Esbocat: bocamoll, xerraire; de sboccato
- Escoli
- Esfida: desafiament
- Espesa: despesa
- Espostar(-se): desplaçar-se; de spostarsi
- Esquedina: bolleta, bul·leta
- Estampel·les
- Estel·la: estela, estel
- Estratxar
- Estratxo: roba de poc valor emprada per a netejar, rentar en terra; vestit de poc valor; persona bastant malalta, maltractada; de straccio
- Estrega: bruixa, que també s'hi empra; de strega
- Esvalutar: devaluar
- Esvilup(o): desenvolupament; de sviluppo
- Exegüir: exeguir ant., executar

#### F
- Farfal·la: papalló, papallona; de farfalla
- Fatxa: cara, semblant, visatge, faç; de faccia
- Fermar: aturar, i també en el sentit clàssic i pancatalà de 'lligar; assegurar'; de fermare
- Fianco: costat, flanc
- Fiera: fira
- Figa d'Índia: figa de moro; de fico d'India
- Foresta: selva, bosc, també els arcaïsmes forest i foresta
- Fondament(al): fonament(al)
- Forsis: potser; pot ser italianisme, de forse, o sardisme, de fortzis, o una mescla d'ambdós
- Fortuna: sort (que també es diu)
- Fràssino: freixe

#### G
- Gàmbera
- Gamberó
- Gemel·lo: bessó
- Genia: gent, ex. la meva gent
- Genitors: pares; de genitori
- Girí
- Guadany, guadanyar: guany, guanyar; de guadagno, guadagnare
- Guai: problema
- Guiatxo: glaç, gel, de ghiaccio

#### I
- Impiegat: empleat, emprat; de impiegato
- Indiriç: adreça, endreça; de indirizzo
- Indiriçar: adreçar, endreçar, dirigir
- Índitxe: dit) índex; de indice
- Invetxe/envetxe: al contrari'; de invece
- Ísola [ísura]: de l'italià o del sard isola o ísula

#### J
- Jornal: diari, que és un calc de l'espanyol. oc., port., fr. jornal
- Jovenot: jove d'11 fins a 17/18 anys; de giovanotto

#### L
- Leva: lleva, quinta
- Lupo: llop

#### M
- Ma: però, mes
- Macel·lar [masalár]: matar el bestiar en un escorxador, ant. masello; maell; de macellare, cf. sar. masellu
- Macel·laiu [masaláiu]: carnisser, que també es diu (ant. ma(s)eller); de macellaio
- Margueritó
- Menester + v.: és (de) menester (de), fa (de) menester. Calc de 'bisogna'
- Magari: potser
- Minuto: minut
- Momento [mamentu]: moment
- Mudanda: bragues

#### N
- Nàixita: naixement, naixença
- Nutrir: nodrir

#### O
- Olmo: om, olm

#### P
- País: vilatge, vila; de paese
- Parapluja: paraigua, cf. ross.; de parapioggia
- Pascurar: pasturar; de pascolare
- Pavó: paó, pago
- Pioppo: poll, pollanc, pollancre, xop
- Pizzo: mostatxo
- Pla terrer: pla de terra, baixos, confluent amb l'it. pianterreno, dit també Debaix
- Podestà: batlle, dit a L'Alguer generalment i oficialment síndic; de potestà
- Polpeta: pilota, bola de picolat; de polpetta
- Pranzo: dinar, dit també menjar
- Prenda: joia
- Pretura: tribunal o cort de justícia
- Professionista: professional
- Propi/pròpiu/pròpriu: propi; justament, exactament, precisament; realment, vertaderament; de proprio

#### Q
- Quindi: doncs, alg. donques

#### R
- Raspo
- Recivir: rebre
- Reda: xarxa, ret
- Regitar
- Reggisseno
- Règula: regla
- Renforçar: reforçar, enfortir
- Representança: representació
- (r)esparmiar/risparmiar: estalviar; de risparmiare
- Respiro: respir, respiració
- Ritxo: rull, caragol
- Rondinel·la

#### S
- Saeta: sageta, fletxa
- Sàlitxe: salze
- Sècol: segle; de secolo o del sar. sèculu
- Sede f.: seu f.
- Senso: seny, significat; direcció
- Sense altro: sens dubte, de senz'altro
- Si també no: i fins i tot, encara que; calc de se pure no o del sar. si puru no. cat. si doncs no = llevat que, tret que
- Sòmiu: somni, cat. pop. sòmit
- Sotamitir/submitir: submetre; de sottomettere

#### T
- Talla: recompensa promesa per a prendre un delinqüent; de taglia
- Tantes belles coses: que vagi bé
- Tel: drap; de telo, també tel de bany/marina, tovallola
- Temperí: trempaplomes; de temperino
- Tòtano
- Tra: entre
- Trilla
- Txatxerar/txatxarar: xerrar; de chiacchierare
- Txau: salut; adéu
- Txiconya: cigonya

#### V
- Valanga: varanga
- Valutar: avaluar
- Veixica: veixiga, bufeta
- La Vèlgine: la Verge o Mare de Déu; de vergine
- Vèndita: venda
- Vímimi: vim, vímet
- Vispo: eixerit
- Una volta: una vegada encara que existeix també en català

#### X
- Xapa: xàpol, aixada; de zappa
- Xapador: pagès; de zappatore
- Xímia: símia, simi
- Xòpero: vaga
- Xutxar: xuclar; de ciucciare

### Del castellà
La presència de castellanismes en l'alguerès actual és més gran del que molts lingüistes havien suposat, per bé que alguns han entrat a través del sard: 
- Legu: després, de seguida, de luego, sar. també luego
- Pusentu: s.f.; cambra, de aposento, sar. aposentu
- Feu: lleig, de feo, sar. feu; curiosament, en el sard meridional es manté el catalanisme lègiu.

També tenim, entre altros (quan no és indicat diferentment, el mot en castellà de la que deriven és igual):
- Adelfa: baladre
- Agraviar: agreujar; cf. cat. antic
- Aguardar: esperar(-se)
- Angustiar: angoixar
- Ànimo: ànim; de ánimo
- Assustar: espantar; de asustar, cf. sar. asustare
- Assusto: espant; de asustar, cf. sar. asustare
- Averiguar: esbrinar
- Barandilla: barana
- Bones dies!: bon dia!
- Bones tardes!: bona tarda!
- Calentura: febre; cf sar. calentura
- Camerer/camarer: cambrer (o italianisme?)
- Carinyar: amanyagar, acariciar; aragonès cariñar
- Carinyo: manyaga, carícia; de cariño, cf. sar. carignu
- Carinyós: manyagós, afectuós, de cariñoso, cf. sar. carignosu
- Carrossa: cotxe, auto; de carroza; cf. ita. carrozza
- Concurrir: concórrer
- Corro: rotllana
- Cutxaró: cullerot, llossa
- Despedir: acomiadar; fer fora, treure fora, enviar lluny; no voler en casa, a prop
- Ditxo: dita, refrany; de dicho, cf. sar. dìciu
- Duenyo: mestre, amo, propietari; de dueño
- Estropiar: malmetre, porrejar; de estropear; cf sar. istropiare
- Fusil(ar): (a)fusell(ar)
- Gosos: goigs; de gozos, en sard hi ha gosos i també goccius
- Gravi: greuge, de agravio
- Iglésia (potser): església, de iglesia
- Judia: fesol o mongeta; de judía
- Mariposa/maniposa: papallona; cfr. sar. mariposa
- Monyica: nina, de muñeca
- Ningun (potser): cap; de ningún
- Olvidar: oblidar
- Raio: llampec, de rayo
- Remediar: trobar remei; cfr. cat. ant., sar. ita. rimediare
- Resto: resta, restant; cfr. ita. resto
- Risa: riure, ris; cfr. ita. risa
- Sério: seriós; cfr. ita. serio
- Sombra: ombra
- Sombrero: capell, barret
- Tabaco: tabac, entrat pel castellà a tot Catalunya. cfr. ita. tabacco

### De mal classificar
Poden ésser al mateix temps arcaismes, castellanismes, sardismes i italianismes: impondre, permitir, supondre, recibir